# Ptilinopus ornatus
Ptilinopus ornatus là một loài chim trong họ Columbidae.